# Rosalind Moss
Rosalind Louisa Beaufort Moss, FSA (21 de septiembre de 1890-22 de abril de 1990) fue una egiptóloga británica y recopiladora bibliógrafa, siendo su trabajo más destacado The Topographical Bibliography of Ancient Egyptian Hieroglyphic Texts, Reliefs and Paintings.

## Biografía
Moss nació en Shrewsbury School, Shropshire, Inglaterra. Se educó en la Escuela de Heathfield de Ascot y se licenció en antropología como estudiante de la Sociedad de Estudiantes de Oxford, que más tarde se convertiría en el St Anne's College. Participó en excavaciones arqueológicas en el sitio paleolítico de La Cotte de St Brelade en Jersey en 1914, dirigido por su tutor Robert Ranulph Marett. Moss se licenció en antropología en 1917 y un doctorado en 1922 con su tesis qué se publicó en 1925 como La Vida después de que Muerte en Oceanía y el Archipiélago malayo.
Moss comenzó a estudiar Egiptología en 1917 asistiendo a las clases dictadas por el Profesor Francis Griffith, quién supervisaba la compilación de la Bibliografía Topográfica. Bertha Porter había emprendido la fase inicial de la investigación hasta que 1929. Moss comenzó a trabajar en el volumen de necrópolis de Tebas en 1924, tiempo durante el cual visitó muchas tumbas reales y privadas en Egipto. Luego comenzó el trabajo en los volúmenes III a VI, que cubrían el área entre Delta y Aswan. Esto incluyó viajes a numerosos monumentos como los templos en Kom Ombo y Edfu. El volumen final VII sobre Nubia y otros monumentos más allá Egipto se publicó en 1951.Tras la muerte del profesor Griffith en 1934 y su mujer en 1937, su biblioteca fue transferida al recién fundado Instituto Griffith dentro del Museo Ashmolean, Oxford.
Moss continuó investigando en el Instituto Griffith, tanto en publicaciones nuevas, como en una versión actualizada de la Bibliografía Topográfica.
Rosalind se retiró del Griffith Institute en 1970. En celebración de su 100 cumpleaños, T.G.H James y Jaromir Malek editaron una colección de ensayos en su honor.

## Premios y reconocimiento
Fue galardonada con un DLitt honoris causa por la Universidad de Oxford Universidad en 1961. Fue elegida como miembro de la Sociedad de Anticuarios -Society of Antiquaries- en 1949 y miembro honoraria de St la universidad de Anne, Oxford en 1967 .  El volumen 58 de The Journal of Egyptian Archaeology estuvo dedicada a Moss.

## Publicaciones
- Moss, R. 1925. The Life after Death in Oceania and the Malay Archipelago. Oxford
- Moss, R. 1933. An Unpublished Rock-Tomb at Asyûṭ. The Journal of Egyptian Archaeology, 19(1/2), 33-33.
- Moss, R. 1941. Some Rubbings of Egyptian Monuments Made a Hundred Years Ago. The Journal of Egyptian Archaeology 27, 7-11.
- Moss, R. 1949. An Egyptian Statuette in Malta. The Journal of Egyptian Archaeology, 35, 132-134.
- Moss, R. 1950. The Ancient Name of Serra (Sudan). The Journal of Egyptian Archaeology, 36, 41-42.
- Porter, B & Moss, R. 1994 Topographical Bibliography of Ancient Egyptian Hieroglyphic Texts, Reliefs, and Paintings: The Theban Necropolis; Pt. 1. Private Tombs. Oxford: Griffith Institute, Ashmolean Museum.
- Porter, B., Moss, R. L., & Burney, E. W. (1951). Topographical Bibliography of Ancient Egyptian Hieroglyphic Texts, Reliefs and Paintings. VII. Nubia: The Deserts and Outside Egypt. Oxford:Clarendon Press. Chicago